# Malelane
Malelane est une ville agricole de la province du  Mpumalanga en Afrique du Sud. Elle est le siège de la municipalité de Nkomazi. La région produit de la canne à sucre, ainsi que des fruits et des légumes. Fondée en 1949 son nom proviendrait du swazi "eMlalani" qui signifie l’endroit des palmiers. La ville était à l’origine une étape entre Maputo (ex Marques Lourenço) et Pretoria, mais elle est aussi l'une des portes d'entrée dans le Parc national Kruger. Depuis juillet 2007 la ville est officiellement rebaptisée Malalane selon la politique gouvernementale de ré-attribution des noms de ville,.

## Climat
Le climat est subtropical. Les températures moyennes sont de 23 °C l'hiver et 29 °C l'été.